# China Zhongwang
China Zhongwang Holdings Limited (tiếng Trung: 中國忠旺控股有限公司; Trung Quốc Trung Vượng khống cổ hữu hạn công ty) (SEHK: ) là nhà phát triển kiêm nhà sản xuất sản phẩm nhôm đúc ép công nghiệp lớn thứ hai trên thế giới  và lớn nhất ở châu Á cũng như Trung Quốc. Công ty có trụ sở tại thành phố Liêu Dương, tỉnh Liêu Ninh, Trung Quốc.

## Người sáng lập và quản lý
Lưu Trung Điền (劉忠田, Liu Zhongtian) là người sáng lập China Zhongwang Holdings Limited.
Trước khi thành lập China Zhongwang vào năm 1993, Lưu Trung Điền đã thành lập và là chủ tịch của Liaoyang Factory, Xí nghiệp Hóa chất Phúc Điền Liêu Ninh (辽阳福田化工厂, Liaoyang Futian Chemical Factory) và Công ty TNHH Chất dẻo Trình Trình Liêu Ninh (辽宁程程塑料有限公司 , Liaoning Chengcheng Plastics Ltd Co). Ông là chủ tịch của China Zhongwang Holdings Limited từ ngày 1 tháng 8 năm 2008 và là giám đốc điều hành của công ty từ ngày 29 tháng 1 năm 2008. Lưu nhận bằng Quản lý Hành chính của Đại học Phát thanh và Truyền hình Liêu Ninh, Trung Quốc vào năm 2002. Theo Forbes, năm 2018 Lưu và gia đình có tài sản trị giá 3,3 tỷ USD nhưng vào năm 2022 thì khối tài sản của Lưu và gia đình chỉ trị giá 1,8 tỷ USD.
Lưu Trung Điền từ chức Tổng Giám đốc vào ngày 22 tháng 3 năm 2016 nhưng vẫn giữ chức Chủ tịch Hội đồng quản trị. Cùng ngày, ông Lộ Trường Thanh (路長青, Lu Changqing) được bổ nhiệm làm Tổng giám đốc.
Ngày 27 tháng 11 năm 2017, Lưu thôi giữ các chức vụ Giám đốc điều hành, Chủ tịch Hội đồng quản trị, Thành viên Ủy ban Đề cử và Thù lao của Công ty, Chủ tịch Ủy ban Chiến lược và Phát triển của Công ty vì lý do sức khỏe cá nhân. Cùng ngày, Lộ Trường Thanh được bổ nhiệm làm Chủ tịch Hội đồng quản trị.
Cho tới tháng 9 năm 2022 Lộ Trường Thanh là Giám đốc điều hành, Chủ tịch Hội đồng quản trị, Tổng Giám đốc, Thành viên Ủy ban Đề cử và Thù lao của Công ty, Chủ tịch Ủy ban Chiến lược và Phát triển của Công ty. Ông chịu trách nhiệm chính về hoạch định chiến lược, vận hành và quản lý của Công ty. Tháng 9 năm 2022, China Zhongwang thông báo về việc từ bỏ mọi chức vụ của Lộ Trường Thanh có hiệu lực từ ngày 20 tháng 9 năm 2022. Chủ tịch Hội đồng quản trị kiêm Thành viên Ủy ban Đề cử và Thù lao của Công ty, Chủ tịch Ủy ban Chiến lược và Phát triển được bổ nhiệm thay thế là Vương Phi (王飞).

## Hoạt động chính
China Zhongwang chủ yếu tham gia sản xuất các sản phẩm nhôm đúc ép công nghiệp có độ chính xác cao, tiết diện lớn và giá trị gia tăng cao được sử dụng trong các lĩnh vực máy móc thiết bị giao thông vận tải (bao gồm các toa xe chở hành khách đường sắt và toa chở hàng, tàu điện ngầm đô thị và giao thông đường sắt hạng nhẹ, ô tô, xe tải hạng nặng, tàu, hàng không và hàng không vũ trụ) và kỹ thuật điện. Công ty tập trung vào ba lĩnh vực kinh doanh hợp lực cốt lõi; nhôm công nghiệp đúc ép, chế biến sâu và nhôm cán phẳng. Ba lĩnh vực kinh doanh cốt lõi này hoạt động cùng nhau trên cơ sở chia sẻ tài nguyên thượng nguồn và hạ nguồn.

## Lịch sử và quy mô
China Zhongwang được thành lập năm 1993. Hiện công ty sở hữu và vận hành hơn 90 dây chuyền sản xuất nhôm đúc ép (bao gồm 21 dây chuyền sản xuất với máy đúc ép trên 75MN trở lên). Công ty có công suất sản xuất hàng năm trên 1,2 triệu tấn Công ty đã được chính phủ Trung Quốc chứng nhận là “Doanh nghiệp Trung tâm Công nghệ được Nhà nước cấp phép”, “Phòng thí nghiệm CNAS Quốc gia” Trung tâm Nghiên cứu Công nghệ và Kỹ thuật Liêu Ninh và Trung tâm Nghiên cứu sau Tiến sĩ Liêu Ninh.
Năm 2011, China Zhongwang mở rộng sang lĩnh vực kinh doanh chế tạo và gia công tiên tiến các sản phẩm nhôm và kể từ đó đã phát triển một loạt các sản phẩm chế tạo, chẳng hạn như các pallet nhôm công nghiệp, các toa tàu cao tốc bằng nhôm cho các vùng núi cao, khung gầm bằng nhôm cho xe buýt, cũng như thân và các bộ phận bằng nhôm cho ô tô chở khách.
Kể từ năm 2011, China Zhongwang bắt đầu phát triển dự án nhôm cán phẳng của mình.  Cơ sở sản xuất nhôm cán phẳng ở Thiên Tân, với công suất sản xuất hàng năm là 3 triệu tấn.

## Các phát triển gần đây
Vào tháng 10 năm 2011, China Zhongwang đã công bố một số giao dịch lớn liên quan đến việc phát triển kinh doanh sản phẩm nhôm cán phẳng hợp lực. Công ty bắt đầu phát triển dự án theo kế hoạch, và ký kết tổng cộng 6 thỏa thuận mua thiết bị với 3 nhà cung cấp thứ ba độc lập thông qua 2 chi nhánh thuộc sở hữu toàn bộ của công ty mẹ. Theo các thỏa thuận, China Zhongwang sẽ đầu tư tổng cộng khoảng 3,8 tỷ USD (khoảng 29,5 tỷ HKD). Việc thanh toán sẽ được thực hiện thành bốn đợt từ năm 2011 đến năm 2014. Việc mua hàng bao gồm các máy cán nóng và nguội liên tục để sản xuất các sản phẩm bản và tấm có độ dày từ trung bình đến cao; các dây chuyền nấu luyện và đúc; các lò tôi và lò nhiệt luyện. Chúng cũng sẽ bao gồm sản xuất phụ trợ các sản phẩm bản và tấm có độ dày từ trung bình đến cao, và các máy cán nhôm lá, trong số các máy móc thiết bị khác.

## Hoạt động ở nước ngoài
China Zhongwang xuất khẩu các sản phẩm đúc ép của mình sang hơn một chục quốc gia, bao gồm Hoa Kỳ, Đức, Bỉ, Hà Lan, Vương quốc Anh,  Nhật Bản và các quốc gia khác.

## Tranh cãi

### Bản báo cáo Dupré Analytics
Trong năm 2015, nhà mượn bán chứng khoán Dupré Analytics cáo buộc China Zhongwang bơm phồng giá hàng của mình bằng cách lèo lái xuất khẩu qua các công ty nó kiểm soát. Theo bài báo cáo, gia đình Liu đã bị cáo buộc bòn rút tiền từ các quỹ Zhongwang kể từ năm 2011. Báo cáo cho rằng Zhongwang lấy ra 36,5 tỷ HK$ để mua sản phẩm của chính mình thông qua các công ty mà quyền sở hữu bắt nguồn từ ông Liu, do đó nâng cao doanh số số liệu bán hàng. Dupré ước tính có đến 62,5 phần trăm doanh thu của Zhongwang kể từ năm 2011 thu được bằng phương tiện lừa đảo.
Dupré Analytics cho rằng các công ty liên kết với China Zhongwang đã chuyển hơn 1 triệu tấn bán thành phẩm đến Mexico. Các báo cáo khác sau đó cho rằng các sản phẩm này đã được xuất khẩu sang Việt Nam, có lẽ để được bán sang thị trường Mỹ.
Bản báo cáo làm cho Zhongwang Holdings đình chỉ mua bán cổ phần của mình tại Hồng Kông vào ngày 31 tháng 7. Zhongwang phủ nhận bất kỳ hành vi sai trái, nói rằng "các cáo buộc chống lại công ty trong báo cáo là hoàn toàn vô căn cứ và không thực tế".

### Điều tra của Bộ Thương mại Hoa Kỳ
Vào tháng 3 năm 2016, để đáp ứng với một bản kiến nghị của Hội đồng Nhôm đúc ép Hoa Kỳ, Bộ Thương mại Hoa Kỳ (DOC) đã mở một cuộc điều tra về việc xuất khẩu hợp kim nhôm 5050 do China Zhongwang đúc ép có phải là đã qua mặt thuế chống phá giá của Hoa Kỳ. Trong một phán quyết sơ bộ công bố vào đầu tháng 11 năm 2016, Bộ Thương mại Hoa Kỳ coi đó là gian lận và áp dụng cho tất cả hợp kim nhôm 5050 đúc ép nhập khẩu từ Trung Quốc. China Zhongwang giải thích trong một tuyên bố công khai rằng họ tôn trọng các phán quyết sơ bộ của Bộ Thương mại Hoa Kỳ và tuân thủ nghiêm túc các luật thương mại của Hoa Kỳ. Tham gia vào các thủ tục điều tra DOC tiến hành khoảng một năm trước là tự nguyện, và trong số những lý do China Zhongwang chọn không tham gia bao gồm việc China Zhongwang ngừng sản xuất những sản phẩm này gần hai năm trước đây, vào đầu năm 2015, và nó không có kế hoạch sản xuất hoặc bán các sản phẩm như vậy trong tương lai. Doanh số của hợp kim nhôm 5050 đúc ép được thực hiện trong giai đoạn 2013-2015, với tổng khối lượng chiếm dưới 0,1% doanh thu của công ty trong giai đoạn này.
Công ty này được cho là đã cố gắng che giấu nguồn gốc Trung Quốc của khoảng gần 1 triệu tấn nhôm bằng cách xuất khẩu các bán thành phẩm đến Mexico trước khi nấu chảy chúng để bán trên thị trường Mỹ. Trong khi công ty công khai phủ nhận bất kỳ hành vi sai trái và nói rằng họ không có nhà máy sản xuất bên ngoài Trung Quốc, Hiệp hội Công nghiệp Kim loại màu Trung Quốc cũng đặt câu hỏi về tính chính xác của những lời cáo buộc như vậy trong một tuyên bố công khai.
Liên quan đến cuộc điều tra này, Bộ Thương mại Hoa Kỳ được cho là đang điều tra, liệu một nhà máy thuộc sở hữu của một công ty có trụ sở ở New Jersey, Aluminum Shapes LLC, đã đóng vai trò gì trong việc giúp ông Liu và China Zhongwang trốn thuế Mỹ. Aluminum Shapes LLC phủ nhận bất kỳ mối quan hệ với China Zhongwang  và nói là họ đã không vi phạm bất kỳ quy tắc thương mại nào. Hội đồng Nhôm đúc ép Hoa Kỳ tuyên bố rằng các pallet nhôm được lưu trữ tại cơ sở này được sản xuất tại Trung Quốc và đã được nhập khẩu như một cách để phá vỡ mức thuế đối với nhôm đúc ép. Aluminum Shapes LLC phủ nhận các cáo buộc và ông Liu nói "Ông không cố gắng gửi nhôm vào Mỹ và ông không có lợi ích kinh doanh với Aluminum Shapes LLC".

### Nhôm được đưa vào Việt Nam
Theo Global Trade Information Services (GTIS), Việt Nam là đích đến của 91% sản lượng nhôm đúc ép xuất khẩu của Mexico trong năm nay - tuyến đường giao thương hiếm có của nhôm từ những năm gần đây. Theo thông tin của Wall Street Journal (WSJ), 500.000 tấn nhôm đúc ép được âm thầm chuyển từ San José Iturbide (Mexico) đến Việt Nam. Theo báo Tuổi Trẻ, tại kho ngoại quan của Công ty cổ phần Thành Chí ở KCN Phú Mỹ 1, huyện Tân Thành, tỉnh Bà Rịa - Vũng Tàu đang chứa một lượng nhôm rất lớn, lượng nhôm được gửi ở kho ngoại quan nói trên là của Công ty TNHH Nhôm Toàn Cầu Việt Nam (tên tiếng Anh: Global Vietnam Aluminum Co), Công ty TNHH Nhôm Toàn Cầu Việt Nam đang đầu tư nhà máy sản xuất nhôm định hình. Dự án này do hai người gốc Trung Quốc, quốc tịch Úc góp vốn làm chủ đầu tư. Đó là ông Jacky Cheung (35 tuổi) và ông Wang Tong (36 tuổi). Toàn bộ hàng hóa sản xuất ở nhà máy này được xuất khẩu, với quy mô 200.000 tấn/năm. Tổng vốn đầu tư của dự án gần 250 triệu USD. Theo số liệu của GTIS, từ đầu năm 2015, khoảng 1,7 triệu tấn nhôm đúc ép trị giá 5 tỉ USD đã được nhập vào Việt Nam từ Trung Quốc, Mỹ và cả 500.000 tấn từ Mexico mà WSJ đã điều tra. Việt Nam trở thành kho chứa nhôm lớn nhất thế giới, kho lớn thứ nhì ở Hà Lan chỉ bằng 1/3 ở Việt Nam.
Nhôm đúc ép có nguồn gốc Trung Quốc bị đánh thuế chống phá giá ở Mỹ lên đến 374%, trong khi sản phẩm của Việt Nam chỉ có 5%.
Theo ông Phạm Chí Cường - chủ tịch Hội Khoa học Kỹ thuật đúc - Luyện kim Việt Nam, hiện Việt Nam chưa sản xuất được nhôm do chưa điện phân được alumina nên “có thể nói Việt Nam chưa có ngành sản xuất nhôm”.

## Niêm yết và đình chỉ
China Zhongwang được niêm yết trên Sở giao dịch chứng khoán Hồng Kông (HKEX) vào tháng 5 năm 2009 với giá IPO là 7,0 HKD mỗi cổ phiếu.  Đây là đợt IPO lớn nhất thế giới trong năm đó và huy động được lượng vốn 1,26 tỷ USD. 
IPO do CITIC Securities (中信证券股份有限公司, Trung Tín chứng khoán cổ phần hữu hạn công ty), J.P. Morgan và UBS xử lý.
Kể từ ngày 30 tháng 8 năm 2021, cổ phiếu của China Zhongwang Holdings Ltd đã bị đình chỉ giao dịch. Điều này được cho là do bản cáo trạng do Hoa Kỳ đưa ra cáo buộc China Zhongwang đã "lừa gạt Hoa Kỳ 1,8 tỷ đô la tiền thuế quan do nhập khẩu của Trung Quốc."
Ngày 2 tháng 9 năm 2022, China Zhongwang gửi thông báo tới HKEX về việc ngày 31 tháng 8 năm 2022 các chủ nợ tại Trung Quốc đã nộp đơn tới Tòa án Nhân dân Trung cấp thành phố Thẩm Dương, tỉnh Liêu Ninh (辽宁省沈阳市中级人民法院) yêu cầu tuyên bố phá sản và tái cấu trúc đối với 14 chi nhánh và công ty con của China Zhongwang.